# Giórgos Vasileíou
Pour les articles homonymes, voir Vassiliou.
Giórgos Vasileíou (en grec : Γιώργος Βασιλείου), né le 20 mai 1931 à Famagouste, est un homme politique chypriote. Il est président de la république de Chypre de 1988 à 1993.

## Biographie
Fils d'un communiste, il vit dans sa jeunesse en Hongrie. Après l’invasion soviétique de 1956, il part en exil à Londres où il termine ses études.
Soutenu par le Parti progressiste des travailleurs, il est élu président de la république de Chypre en 1988. Battu par Gláfkos Klirídis en 1993, il fonde la même année le parti les Démocrates unis. De 1998 à 2003, il est négociateur de Chypre pour l’adhésion à l’Union européenne. 